# Гордан Ировић
Гордан Ировић (рођен 2. јула 1934. године — 1995) био је фудбалски голман репрезентације Југославије.

## Каријера
Каријеру је започео у клубу Динамо, 1956. године, са којим је освојио Првенство Југославије 1958. године и Куп Југославије 1960. и 1963. године. 1965. године прешао је у Западну Немачку, где је постао играч Огершеима. Каријеру је завршио у Аустрији у Вакеру, 1967. године.
Играо је и на Светском првенству 1958. године. Са клубом Динамо одиграо је две утакмице у Купу европских шампиона, а стигао је и до финала Купа сајамских градова 1963. године.